# The Scorpion King
The Scorpion King is een Amerikaanse avonturenfilm uit 2002 met de WWE-ster The Rock in de hoofdrol. De film is ontstaan uit The Mummy Returns, waarin The Rock ook al de rol van The Scorpion King vertolkte.

## Verhaal
De film speelt zich af in het Oude Egypte en Kanaän, 5000 jaar in het verleden. Memnon, de slechte heerser over de beruchte stad Gomorra, is vastberaden om alle nomaden uit te roeien. De overgebleven stammen, normaal tegenstanders van elkaar, moeten nu samen zien te werken. Ze huren een ervaren moordenaar in, Mathayus, om het vijandige kamp te infiltreren en de slechte heerser uit te schakelen.
Mathayus is zelf de laatste Akkadische huurmoordenaar. Zijn eerste taak is het doden van Memnons tovenares Cassandra, wier krachten Memnon een groot voordeel geven ten opzichte van zijn tegenstanders. De aanslag wordt onderbroken wanneer Mathayus getuige is van de dood van zijn broer. Hij wordt zelf gevangen door Memnons soldaten, maar Cassandra adviseert Memnon Mathayus niet te doden daar de goden hem gunstig gezind zijn en hem doden ongeluk zal brengen. Mathayus wordt achtergelaten in de woestijn, te midden van een groep vuurmieren. Hij kan ontsnappen dankzij de paardendief Arpid.
Mathayus dringt het paleis van Memnon binnen en ontvoert Cassandra. Hij neemt haar mee naar de Vallei van de Doden. Al snel blijkt dat Cassandra niet langer aan Memnons kant wil staan, daar hij haar al sinds ze een kind is vasthoudt. Een paar soldaten van Memnon, geleid door Thorak, arriveren even later in de vallei op zoek naar Cassandra. Mathayus verslaat hen, maar wordt door Thorak verwond met een pijl die gedoopt is in schorpioengif. Cassandra geneest hem, wat Mathayus zijn bijnaam Scorpion King oplevert.
Mathayus, Arpid en Cassandra bezoeken Philos, de oude hofmagiër van Memnon, die in de woestijn werkt aan een explosief poeder. Hij sluit zich bij hen aan. Vervolgens bezoeken ze Balthazar, de leider van Memnons vijanden. De twee spannen samen. De volgende dag barst een grote veldslag los tussen de legers van Balthazar en Memnon. Mathayus wordt door nog een giftige pijl geraakt, maar geneest direct. Hij gebruikt vervolgens dezelfde pijl om Memnon te doden. Memnons leger wordt verslagen en Mathayus wordt tot koning gekroond.

## Rolverdeling
| Acteur                | Personage           |
| --------------------- | ------------------- |
| Dwayne Johnson        | Mathayus            |
| Steven Brand          | Memnon              |
| Michael Clarke Duncan | Balthazar           |
| Kelly Hu              | Cassandra           |
| Bernard Hill          | Philos              |
| Grant Heslov          | Arpid               |
| Ralf Möller           | Thorak              |
| Tyler Mane            | Barbarian Chieftain |

## Achtergrond

### Titel
De naam verwijst naar een tweetal koningen uit de predynastische tijd in Egypte. Zij schreven beiden hun naam met de hiëroglief voor schorpioen, Serek.

### Ontvangst
De reacties op de film waren gemengd. De film scoort een 40% op Rotten Tomatoes. Metacritic gaf de film een score van 45 punten op een schaal van 100.

### Filmmuziek
De muziek van deze film is geschreven door de Amerikaanse rockband Godsmack. Het nummer heet "I stand alone".
De film bevat de volgende nummers:
1. "I Stand Alone" door Godsmack
2. "Set It Off (Tweaker Remix)" door P.O.D.
3. "Break You" door Drowning Pool
4. "Streamline" door System Of A Down
5. "To Whom It May Concern" door Creed
6. "Yanking Out My Heart" door Nickelback
7. "Losing My Grip" door Hoobastank
8. "Only the Strong" door Flaw
9. "Iron Head" door Rob Zombie Feat. Ozzy Osbourne
10. "My Life" door 12 Stones
11. "Along the Way" door Mushroomhead
12. "Breathless" door Lifer
13. "Corrected" door Sevendust
14. "Burn It Black" door Injected
15. "27" door Breaking Point
16. "Glow" door Coal Chamber

### Vervolg
In 2008 werd de vervolgfilm The Scorpion King 2: Rise of a Warrior uitgebracht.

## Prijzen en nominaties
| jaar | prijs             | categorie                                   | genomineerde(n) | uitslag     |
| ---- | ----------------- | ------------------------------------------- | --------------- | ----------- |
| 2001 | Signature Award   | -                                           | -               | gewonnen    |
| 2002 | Teen Choice Award | Film - Choice Actor, Drama/Action Adventure | Dwayne Johnson  | genomineerd |
| 2003 | ASCAP Award       | Top Box Office Films                        | John Debney     | gewonnen    |
| 2003 | Saturn Award      | beste fanatasyfilm                          | -               | genomineerd |
| 2003 | Blimp Award       | Favorite Male Butt Kicker                   | Dwayne Johnson  | genomineerd |